# Ragyabas
De Ragyabas was een van de groepen die geheel aan de onderkant van de Tibetaanse samenleving leefde.

## Outcasts in de samenleving

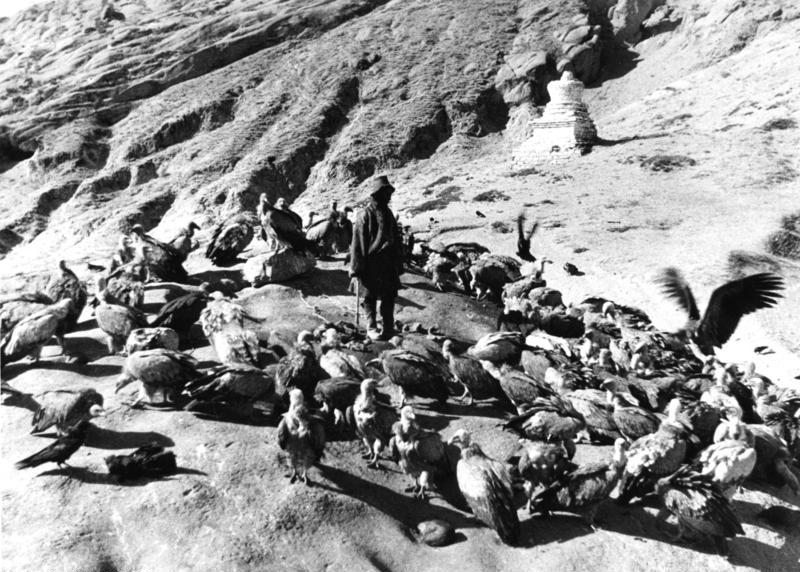
Luchtbegrafenis

De Tibetaanse samenleving was sterk sociaal gestratificeerd. Hoewel het geen kastenstelsel kende als onder het hindoeïsme in India, waren er een aantal onderklassen. Het betrof dan mensen die beroepen uitoefenden als onder meer metaalbewerkers, smeden, professionele bedelaars, slagers en vissers.
De houding van de rest van de bevolking ten opzichte van die beroepsgroepen varieerde; de overeenkomst was dat allen in wezen als outcasts werden beschouwd en behandeld.
Een bijzondere groep onder hen waren de Ragyabas in met name Lhasa. Ragyabas voerden bij een luchtbegrafenis de feitelijke handelingen uit, zoals het in stukken snijden van het lichaam, het voeren aan de gieren en het verder verpulveren van de botten.

## Eerste beschrijvingen

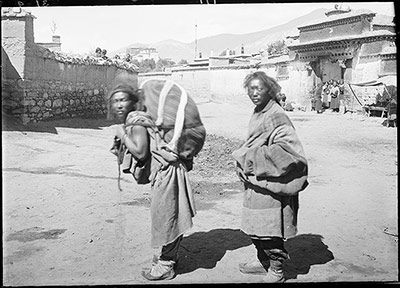
Ragyaba draagt stoffelijk overschot op weg naar luchtbegrafenis

De eerste Europeaan die het fenomeen luchtbegrafenis beschreef is Ippolito Desideri op basis van zijn verblijf van vijf jaar in Tibet van 1716-1721. Zijn manuscripten gingen echter vrijwel gelijk na voltooiing ervan verloren en werden pas in 1904 voor het eerst uitgegeven.
De Ragyabas zelf worden voor het eerst beschreven door Sarat Chandra Das in zijn in 1885 verschenen boek Journey to Lhasa and Central Tibet.
In 1904 vielen de Britten Tibet binnen en nemen Lhasa in. Bij de veldtocht waren een aantal journalisten aanwezig als Edmund Candler van The Daily Mail en Percival Landon van The Times. Lhasa gold in die tijd nog als een mysterieuze stad en hun verslagen vonden gretig aftrek bij een groot publiek. Ook de delen over de Ragyabas werden - vanwege het wat morbide geacht karakter - door honderden Engelstalige vaak ook regionale kranten overgenomen.

## Ontstaan van Ragyabas

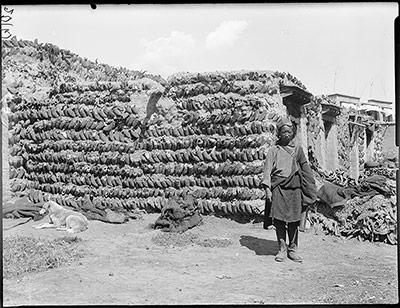
Huis van een Ragyaba in Lhasa

De Ragyabas zijn als groep en onderklasse vermoedelijk medio 18e eeuw ontstaan uit personen die niet in staat waren hun belasting in natura te betalen en/of een ernstig misdrijf hadden gepleegd. Als onderdeel van hun straf werden zij door de autoriteiten verplicht tot het uitvoeren van een aantal werkzaamheden.
In verloop van decennia ontwikkelde zich het tot een onderklasse, die zich erfelijk voortzette: wanneer iemand als kind van een Ragyaba werd geboren, was het onvermijdelijk dat zelf ook te worden. Ragyabas woonden in een getto aan de rand van Lhasa in huizen die gebouwd waren van de horens van jaks.
De Dhaye was via erfopvolging het hoofd van de Ragyabas in Lhasa. Hoewel er ook andere bedelaars in Lhasa waren, vormden zij een professioneel bedelaarsgilde. Het was hun taak om bezoekers aan de stad zo veel mogelijk geld uit de zak te kloppen. Het meeste daarvan kwam uiteindelijk terecht bij de Dhaye. De Dhaye's konden daarom ondanks hun extreem lage status relatief welvarende mensen zijn. De Dhaye hoefde ook niets van die opbrengst aan de autoriteiten af te staan, aangezien de Ragyabas nog een aantal andere taken uitvoerden.

## Taken

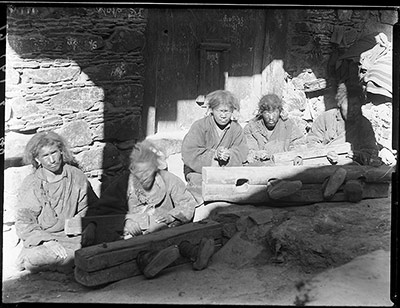
Gevangenen in de Potala

Naast bedelen en de werkzaamheden bij de luchtbegrafenis hadden de ragyabas ook nog andere verantwoordelijkheden.
Het was hun taak om lichamen van zowel overleden dieren als ook mensen, die niet geïdentificeerd konden worden dan wel niet door familieleden geclaimd werden uit de stad te verwijderen. Deze overleden mensen evenals de meeste personen waarbij geen natuurlijke doodsoorzaak was, werden overigens begraven. Dit gebeurde ook door de Ragyabas op een plaats in Lhasa met de naam Drabchi.
Een andere taak was het verwijderen van menselijke ontlasting, die zich in de straten van Lhasa bevond. Tot 1912 toen er enige hervorming door de dalai lama werd doorgevoerd van het gevangenissysteem waren de Ragyabas ook verantwoordelijk voor het gevangen houden van veroordeelden.
Eén keer per jaar tijdens het grote gebedsfestival in Lhasa - Mönlam - kregen de Ragyabas van de monniken opdracht om op de begraafplaats Drabchi skeletten of delen daarvan op te graven voor het religieuze ritueel. Die werden dan op een vreugdevuur geplaatst. Overblijvende botten konden als amulet uitgereikt worden.
Bij een ander jaarlijks bijeenkomst, de Shoton (Yoghurtfestival), moesten de Ragyabas een Tsam, een rituele dans, uitvoeren.

## Na 1959
Na 1959 werden de Ragyabas door de communistische partij opgevoerd als slachtoffers bij uitstek van een feodaal systeem.
Ze kregen nogal wat privileges in de vorm van een pensioen of een relatief goed betaalde baan. Veel Ragyabas konden echter de gewijzigde omstandigheden niet aan. Veel werden slachtoffer van alcoholisme.
De (klein-)kinderen van de laatste Ragyabas zien zichzelf niet meer als zodanig. Wel zijn er nog steeds families, afkomstig uit die groep die min of meer verwante taken uitvoeren. Bij veel gebouwen in Lhasa, zoals de Jokhang hebben deze families een concessie om de openbare toiletten te exploiteren.